# ترزا اسمیتکووا
 ترزا اسمیتکووا (انگلیسی: Tereza Smitková؛ زادهٔ ۱۰ اکتبر ۱۹۹۴) یک تنیس‌باز اهل جمهوری چک است. 